# Чаннин (Ибинь)
Чанни́н (кит. упр. 长宁, пиньинь Chángníng) — уезд городского округа Ибинь провинции Сычуань (КНР).

## История
При империи Сун здесь была образована Чаннинская войсковая область (长宁军). При империи Юань она была преобразована в обычную область (长宁州). При империи Мин в 1372 году были образованы уезды Чаннин и Аньнин (安宁县), а в 1374 году уезд Аньнин был присоединён к уезду Чаннин.
В ноябре 1950 года был образован Специальный район Ибинь (宜宾区专), и уезд вошёл в его состав. В 1970 году Специальный район Ибинь был переименован в Округ Ибинь (宜宾地区). В 1996 году постановлением Госсовета КНР округ Ибинь был расформирован, и территория бывшего округа Ибинь стала Городским округом Ибинь.

## Административное деление
Уезд Чаннин делится на 11 посёлков и 7 волостей.